# Маарсен
Маарсен (нидерл. Maarssen) — город в Нидерландах, в провинции Утрехт. До 2011 года - отдельная община (коммуна). С 1 января 2011 года входит в состав новообразованной общины Стихтсе-Вехт. В Маарсене расположена администрация этой общины. 

## География и экономика
Городок Маарсен находится в 5 километрах севернее Утрехта. Через него проходит железнодорожная линия и шоссе в направлении Амстердама, в также часто используемый при грузовых перевозках на судах Амстердам-Рейн-канал. Через старинную часть Маарсена протекает также река Вехт. По другую сторону канала от «старого» Маарсена лежит его новый квартал Маарсенбрук, являющийся уже пригородом Утрехта. С Маарсеном граничит местечко Оуд-Зуйлен, в котором находится замок Зуйлен (Zuylen).
В районе Маарсена расположен крупный индустриальный район, куда вывели свои предприятия и склады крупные нидерландские и международные фирмы. Так, среди прочих, здесь находится европейское правление электротехнического концерна Fujitsu с персоналом в 800 человек и руководство производством, а также само производство пива марки Hollandia.

## История
Впервые упомянут в 866 году, как местечко Марсуа или Марсна (Marsua/Marsna).В 1083 году здесь был построен замок Маарсен. Был разрушен при нападении французов в 1672 году. В XVII столетии городок заселяют торговцы, судовладельцы и зажиточные горожане (патрициат) из Амстердама. В центре Маарсена возводятся типичные для богатых районов в голландских городах фахверки, ставшие выездными резиденциями для богатых нобилей Амстердама. Во время французской оккупации Голландии и связанными с этим военными действиями в 1795-1815 годы многие из этих зданий были разрушены. В 1600-1800 - е годы в районе Маарсевен добывался торф, в результате чего в местах этих выработок впоследствии образовались озёра.   
Район Зуйлен, частично относящийся в наше время к городу Утрехт, частично к Маарсену (Ойд-Зуйлен) появился вокруг водного замка Зуйлен. Феодальный род ван Зуйлен, известный в этой местности по меньшей мере с XII столетия, пользовался значительным влиянием. Замок был разрушен в XIV веке, в 1525 году восстановлен и в 1752 году перестроен в стиле рококо. В этом замке родилась писательница Белла ван Зуйлен (1740–1805), ставшая известной во Франции как Мадам де Шаррьер (Madame de Charrière).
С 1938 по 1959 год Маарсен был местонахождением единственного в Нидерландах подвесного парома - через канал Амстердам-Рейн. Всего известно около 20 построенных в разных странах подобных сооружений.

## Достопримечательности
Водный замок Зуйлен в 1952 году был передан его последним владельцем бароном ван Тийль ван Сероскеркен государству и затем в нём образован музей. Здание декорировано в стиле XVI - XVIII столетий и открыто для посещений экскурсиями и проведения в нём торжественных мероприятий. Другим местным музеем является небольшой замок Гудештейн (Goudestein). 
А окрестностях Маарсена, на берегу реки Вехт сохранился старинный монастырь сепулькеринок (закрыт в апреле 2017 года), приорат Эммаус. 

## Дополнения
- Веб-сайт замка Зуйлен (на нидерландском и английском языках)